# Адлерберг
А́длерберг (швед. Adlerberg) — баронский, графский и древний дворянский род шведского происхождения.

## Происхождение и история
Дворянский род фон-Адлерберг происходит из древней шведской фамилии, поселившейся в Эстляндии, до присоединения её к России.
Родоначальником считается Эрих Расмуссон, уроженец Свебина в Вермландии, коронованный фохт замка Вестер (1588), в начале XVII века владевший имением Свебю в Вермланде. Его внук принял фамилию Свебелиуса (Свебилиуса). Внук последнего, Олаф Свебилиус, был архиепископом упсальским, примасом Шведского королевства и проканцлером Упсальского университета (с 1681). Родился он в 1624 году и пользовался полным доверием шведских королей Карла X, Карла XI и Карла XII, женат на Елизавете Гилленадлер (1639—1689), дочери линчёпингского епископа Самуила Гилленадлера.
От этого брака родились три сына — асессор Самуэль, женатый на графине Беате Дальберг (дочь шведского фельдмаршала), майор Ёран, надворный советник Юхан — и четыре дочери. 

### Дворяне Адлерберг
Дети Свебилиуса Олафа, пожалованы шведским королём Карлом XI (04 августа 1684) дипломом и гербом на потомственное дворянство и дозволено им, в отличие от других фамилий, именоваться Адлерберг, чтобы показать благородное происхождение от рода Гилленадлер. 

### Бароны Адлерберг
Шведский министр-резидент в Мадриде (1805), Лондоне (1807), Карл-Густав Адлерберг возведён (21 марта 1810), с нисходящим от него потомством, в баронское достоинство королевства Шведского.

### Графы Адлерберг
Графы Адлерберги ведут свой род от старшего сына архиепископа Олафа. Старший сын Самуэля Адлерберга — ландрихтер Эрик поселился в Эстляндии, где его все три сына, бывшие в русской службе, были внесены в матрикул 27 января 1777 года. Младший из них — Густав-Фредрик, родившийся в 1738 году, служил полковником в Выборгском пехотном полку и был убит в 1794 году на Кавказе в сражении с горцами. Он был женат последовательно на двух сестрах: Анне Марии (ум. 1783) и Анне Шарлотте Юлиане фон Багговут (1760—1839), начальнице Смольного института.
От брака с последней родились: 
- Юлия Федоровна, графиня Баранова, урождённая Адлерберг — имела Екатерининскую ленту, по смерти мужа, в звании статс-дамы, была возведена в графское достоинство (01 июня 1846).
- Вольдемар Эдуард Фердинанд (Владимир Федорович) Адлерберг (1791—1884) — товарищ детства великого князя Николая Павловича и его адъютант с 1817 года. Именным Высочайшим указом императора Николая I Павловича (от 01 июля 1847), в воздаяние за долговременную полезную службу и за особые труды, генерал-адъютант Владимир Фёдорович Адлерберг, возведён с нисходящим от него потомством в графское Российской империи достоинство, на которое (14 июня 1851) выдана ему грамота.

## Описание герба
В щите, имеющем чёрное и золотое поле, двуглавый коронованный орёл, имеющий на груди щиток, в котором в золотом же поле, на зелёном холме, чёрный орёл. Глава этого щита лазуревая (гласный герб — Adler — орёл + berg — гора). Главный щит украшен графской короной и тремя графскими коронованными шлемами. Нашлемники: среднего шлема: возникающий императорский орёл, увенчанный тремя коронами и имеющий на груди червлёный с золотыми краями щит, в котором золотое же вензелевое изображение имени императора Николая I, а крайних шлемов — два черные орлиные крыла, между которыми золотая о пяти лучах звезда.
Намёт: среднего и правого среднего шлемов — чёрный с золотом, а левого шлема — лазуревый с золотом. Щитодержатели — два чёрные коронованные орла с обращенными головами. Девиз: «Вера и верность» золотыми буквами на лазоревой ленте. Герб графа Адлерберга внесен в Часть 11 Общего гербовника дворянских родов Всероссийской империи, стр. 18.

## Известные представители рода
- Адлерберг, Иван Яковлевич (1725—1774) — полковник, Георгиевский кавалер (12 мая 1771)
- Адлерберг, Фёдор Яковлевич — полковник, Георгиевский кавалер (26 ноября 1793)
  - Адлерберг, Яков Фёдорович (1771 — после 1831) — генерал-майора флота.
    - Адлерберг, Александр Яковлевич (1806—1855) — генерал-майор, участник Севастопольской обороны.
      - Адлерберг, Александр Александрович (1849—1931) — генерал от инфантерии.

  - граф Адлерберг, Владимир Фёдорович (1791—1884) — генерал-адъютант, генерал от инфантерии, главноначальствующий над Почтовым департаментом, министр Двора и уделов.
    - граф Адлерберг, Александр Владимирович (1818—1888) — русский генерал, министр Двора и уделов, канцлер российских Императорских и царских орденов.
      - граф Адлерберг, Николай Александрович (1844—1904) — генерал-майор, участник русско-турецкой войны 1877—1878 годов.
      - граф Адлерберг, Владимир Александрович (1846 — после 1917)
        - граф Адлерберг, Алексей Владимирович (1897—1984)

      - Адлерберг Мария Александровна (1849—1926), дочь графа Александра Владимировича Адлерберга, замужем за князем Н. Дадиани

    - граф Адлерберг, Николай Владимирович (1819—1892) — русский генерал, участник покорения Кавказа, Финляндский генерал-губернатор. Его жена — Криденер, Амалия (1808—1888), во 2-м браке графиня Адлерберг, урожд. Лерхенфельд, двоюродная сестра императрицы Александры Фёдоровны; юношеская любовь Ф. И. Тютчева.
      - граф Адлерберг, Николай Николаевич (1848 — после 1913)

    - Адлерберг, Василий Владимирович (1827—1905) — генерал-майор.
      - Адлерберг, Александр Васильевич (1860—1915) — русский государственный деятель, санкт-петербургский, пензенский и псковский губернатор.
        - Адлерберг, Николай Александрович (1894—1938)
        - Адлерберг, Василий Александрович (1895—1992)
        - Адлерберг, Александр Александрович (1903—1969)

      - Адлерберг, Владимир Васильевич (1872—1944) — русский полковник, герой русско-японской войны.
      - Адлерберг, Елена Васильевна (? — после 1915) — фрейлина

  - Адлерберг, Максим Фёдорович (1795—1871) — генерал от инфантерии.
  - Адлерберг, Александр Фёдорович — Георгиевский кавалер (полковник; № 8183; 26 ноября 1849).